# La Vicomté-sur-Rance
La Vicomté-sur-Rance (bretonisch Kerveskont) ist eine französische Gemeinde mit 1.142 Einwohnern (Stand 1. Januar 2022) im Département Côtes-d’Armor in der Region Bretagne. Sie gehört zum Arrondissement Dinan und zum Kanton Pleslin-Trigavou. Die Bewohner nennen sich Vicomtois(es).

## Geografie
La Vicomté-sur-Rance liegt an der Rance, etwa 18 Kilometer südlich von Saint-Malo im Nordosten des Départements Côtes-d’Armor.
Die Allée couverte du Bois du Rocher ist ein Galeriegrab östlich des Weilers La Ganterie, zwischen Saint-Hélen und La Vicomté-sur-Rance.

## Geschichte
Die Gemeinde entstand 1878 aus Teilen der Gemeinde Pleudihen-sur-Rance.

## Bevölkerungsentwicklung

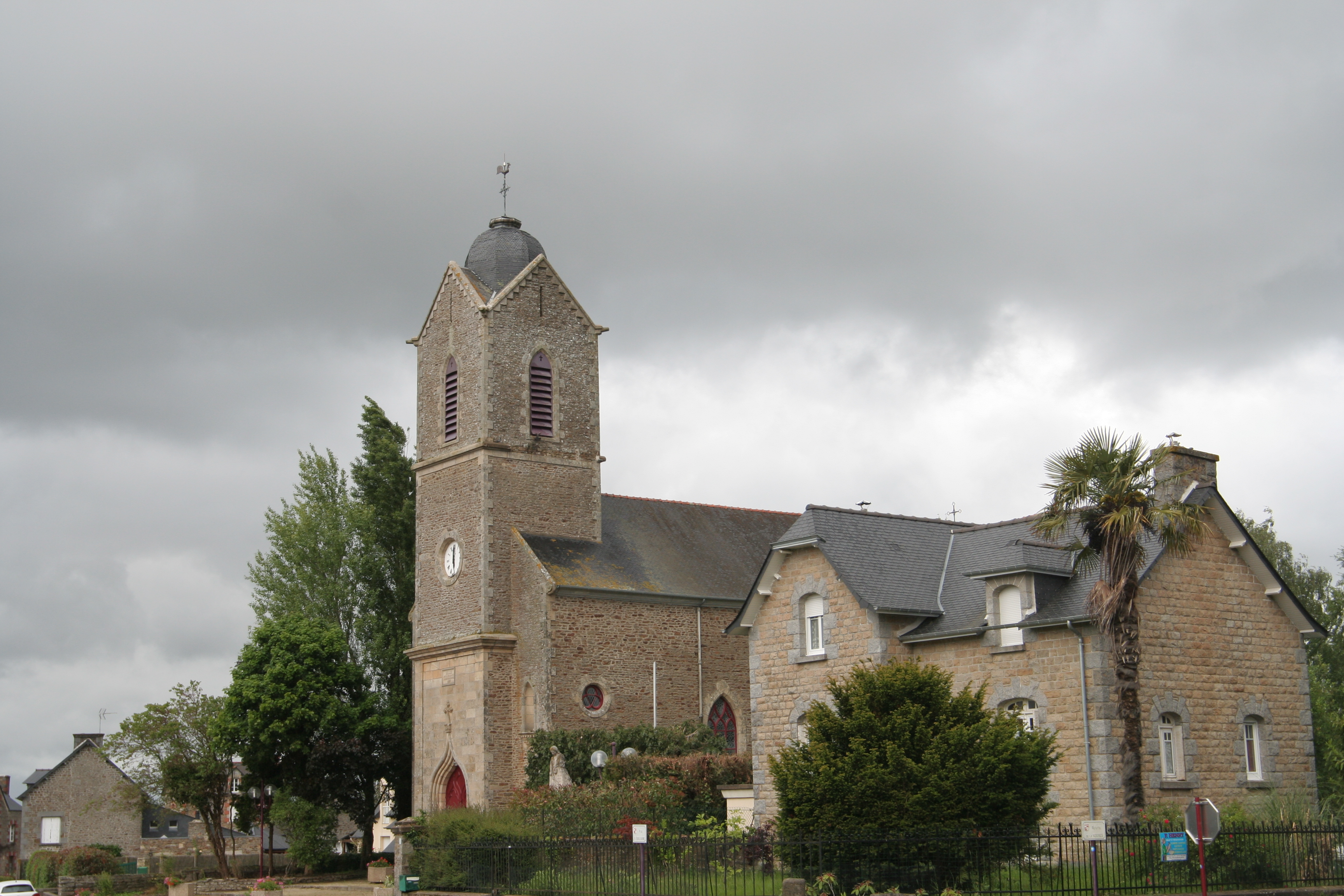
Kirche Sainte-Anne

| Jahr                       | 1876 | 1881 | 1886 | 1896 | 1906 | 1911 | 1921 | 1962 | 1968 | 1975 | 1982 | 1990 | 1999 | 2006 | 2012 |
| Einwohner                  | 969  | 932  | 949  | 808  | 882  | 861  | 778  | 791  | 692  | 726  | 793  | 779  | 770  | 891  | 982  |
| Quellen: Cassini und INSEE |      |      |      |      |      |      |      |      |      |      |      |      |      |      |      |

## Sehenswürdigkeiten
Siehe: Liste der Monuments historiques in La Vicomté-sur-Rance